# 15-cm-Kanone 18
Die 15-cm-Kanone 18 (kurz K 18) war eine Feldkanone der Wehrmacht im Zweiten Weltkrieg.

## Geschichte
Die ab 1933 bei Rheinmetall in Düsseldorf entwickelte Kanone sollte die aus dem Ersten Weltkrieg stammende 15-cm-Kanone 16 ersetzen. Der Entwicklungsschritt war jedoch trotz des langen Zeitraums bis zur Einführung gering. Die Schussweite konnte um 2.290 m gesteigerte werden, doch musste das Geschütz immer noch in zwei Lasten transportiert werden, was einen Satz Rampen für den Zusammenbau erforderlich machte.
Die Lebensdauer eines Rohres, das 43 Kilogramm schwere Geschosse verschoss, betrug ungefähr 3000 bis 5000 Schuss.  Der Herstellungspreis des Geschützes betrug 108.000 RM.
In Feuerstellung ruhte die Waffe auf einer absenkbaren Bodenplatte.
Die K 18 wurde schließlich 1938 eingeführt und blieb bis Kriegsende im Dienst. Benannt werden zum Beispiel die Heeres-Artillerie-Abteilungen 821, 1./822 und 909.
Ein erhaltenes Exemplar ist im Belgrader Military Museum in Serbien ausgestellt. Diese hat allerdings Ketten eines leichten Panzers M3 Stuart um die Räder montiert, was zu einem ungewöhnlichen Erscheinungsbild führt.

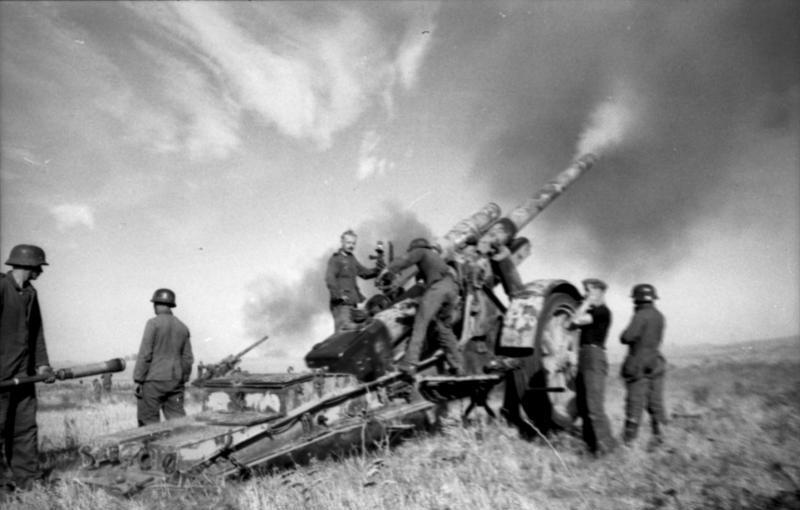
Abfeuern einer K 18
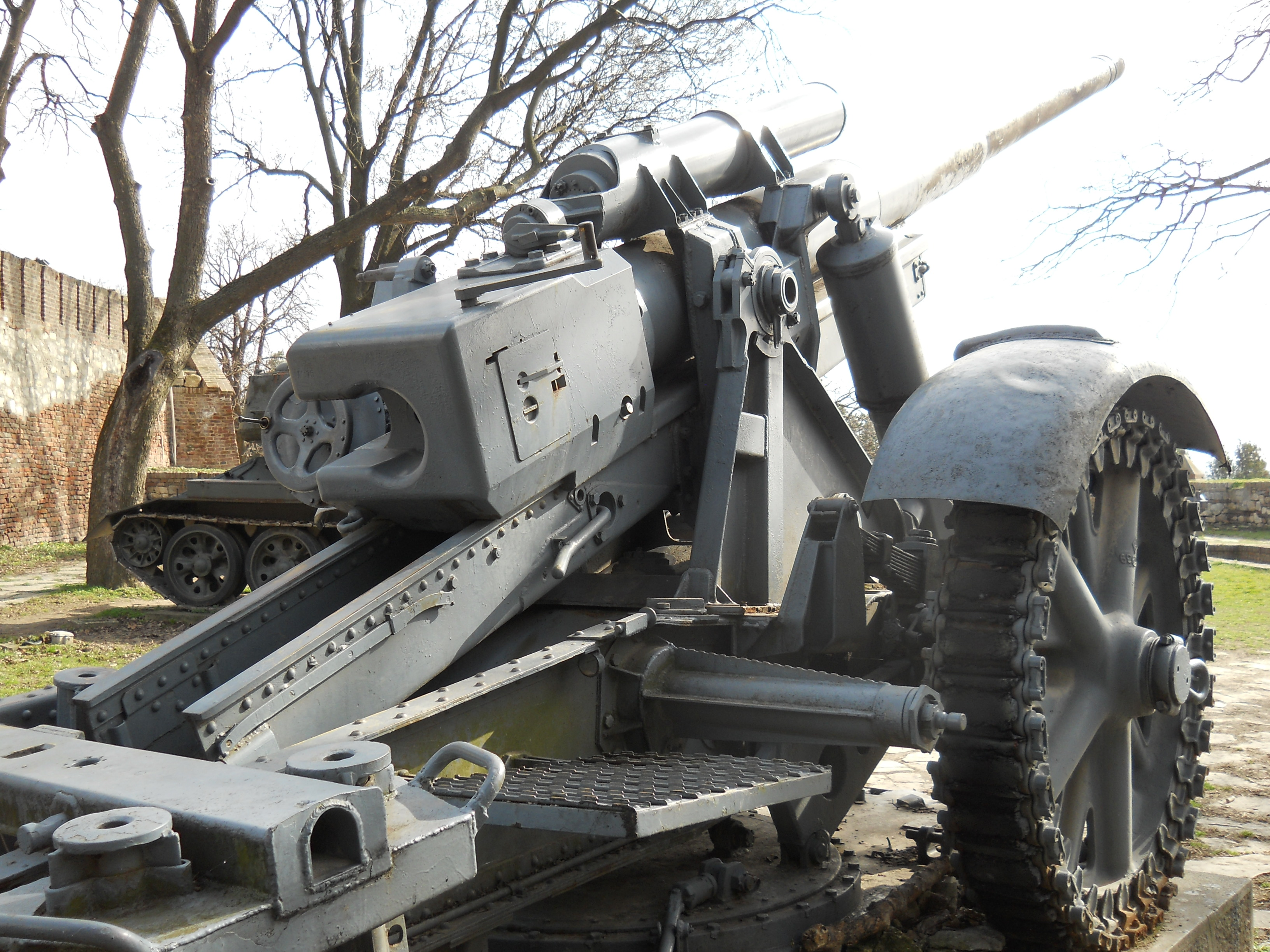
Belgrader Military Museum